# Hilana Taarka

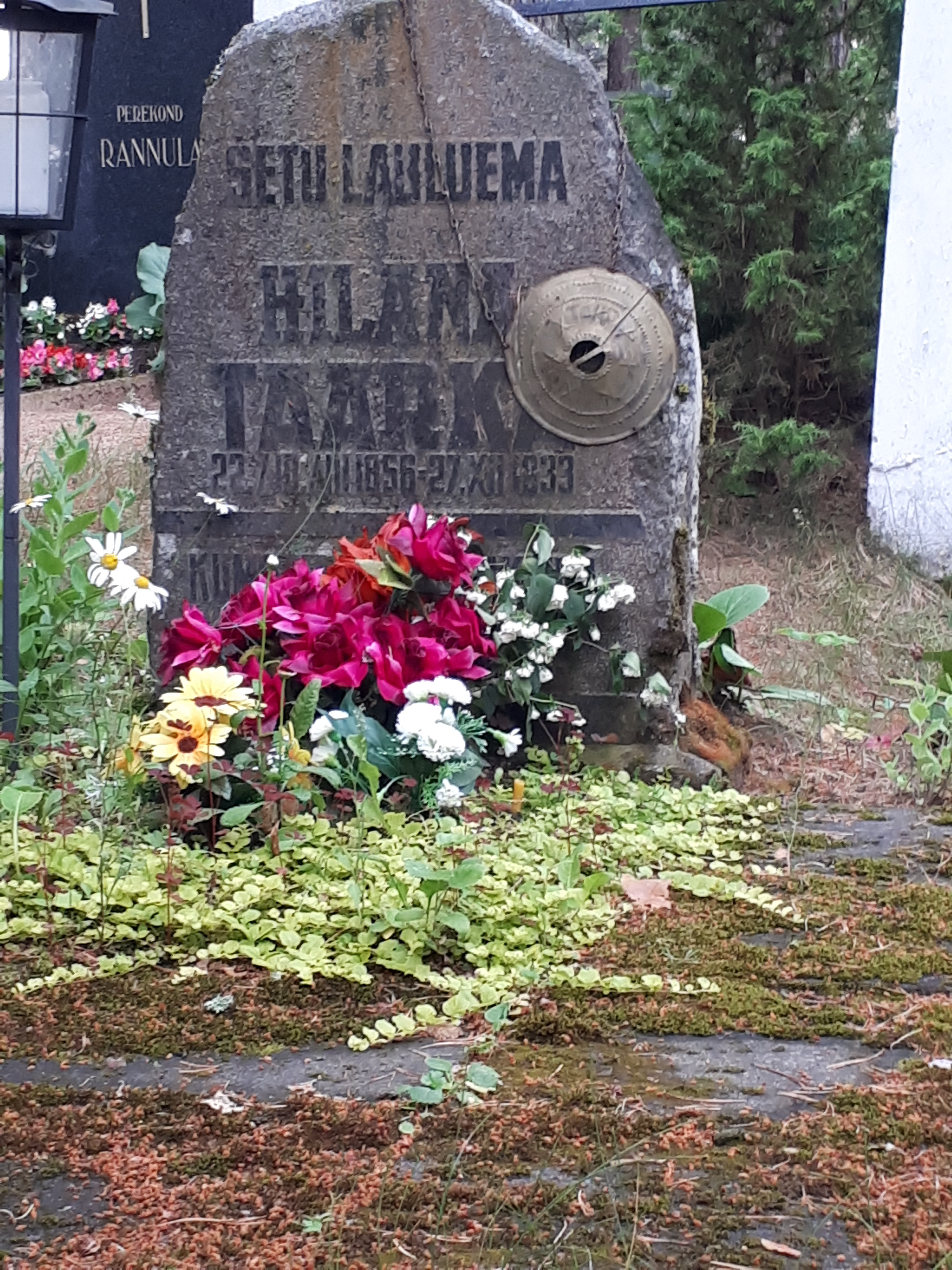
Grób Hilany Taarki na cmentarzu w Obinitsa.

Hilana Taarka (Darja Pisumaa, Darja Matrejewa, Wasila Taarka;  ur. 22 marca 1856 r. we wsi Hilana (Hilanamäe), Võrumaa w Estonii – zm. 27 grudnia 1933 r. we wsi Võmmorski, gmina Meremäe, Petserimaa) – setuska poetka i pieśniarka (laulema).

## Życiorys
Urodziła się jako pierwsze z ośmiorga dzieci Gavrila Matsi i Karassima Oka. Jej matka była znaną pieśniarką: córka towarzyszyła jej na ślubach, wspierając swoim śpiewem, a folkloryści odwiedzali matkę Hilany, by rejestrować pieśni w jej wykonaniu. Z czasem Hilana sama zaczęła układać tradycyjne pieśni leelo. W nawiązaniu do swojego prawdziwego imienia i miejsca urodzenia przybrała pseudonim artystyczny „Hilana Taarka”, gdzie Taarka jest przekształconym imieniem Daria (potocznie Daszka), tak więc „Hilana Taarka” znaczy „hilańska Daria”, „Daria ze (wsi) Hilana”.
W latach dwudziestych XX wieku wystąpiła na kilku publicznych koncertach, w tym w Estońskiej Sali Koncertowej i z półgodzinnym programem w Helsinkach przed ówczesnym prezydentem Finlandii Kaarlo Juho Ståhlbergem. Występ zorganizował fiński folklorysta Armas  Otto  Väisänen, który poznał Taarkę w 1913 r., gdy wraz z estońską badaczką terenową, specjalistką od tańca ludowego Anną Raudkats objeżdżał od roku południową Estonię. Väisänen dokumentował m.in. improwizowane śpiewy setuskiej poetki.
Hilana Taarka była też główną wokalistką pierwszego Festiwalu Pieśni Seto w 1922 r.
Miała syna i cztery córki – dzieci wychowywała ze swoją matką w ubogiej chacie bez komina. Dopiero pod koniec życia, grono jej wielbicieli pomogło przeprowadzić się artystce do otoczenia z lepszymi warunkami. Na jej pogrzeb przyszło tylko kilka osób, ponieważ status pieśniarki – niezamężnej matki – wśród miejscowych był bardzo niski.

## Utwory
Pierwszy typ powtarzającej się melodii:
- pieśni: Olet kulla  tii  koolipreili’  (1921),  ‘Kuule,  kuule  Toomka  no  toroküppär’  (1921) , ‘Toomka,  Toomkakõnõ  meil  tubakunõna’  (1922),  ‘Ilma  tütar’  (1921) i in.[6]

Drugi typ powtarzającej się melodii:
- ‘Hüvastijätu  laul’  (1921), ‘Toomka  ommõ  vanatigõ’  (1922), Kurest kasvi korge neio' (1913) i in. Tę samą linię melodyczną można znaleźć w utworach Anne Vabarny[6].

Trzeci typ melodii:
- obecny tylko w jednym utworze: improwizacji pt. ‘Oi vellokõne mull noore-jalle-kõne’ przygotowanej dla Väisänena w 1913 r. Ten typ melodii jest obecny w setuskich pieśniach wykonywanych przez mężczyzn[6].

Czwarty typ melodii:
- również pojawił się jeden raz: w improwizacji przygotowanej dla fińskiego badacza pt. ‘Vele-sa-kene  küll  noorõkõnõ’  z 1922 r. Ten typ melodii również kojarzony jest  z męskimi pieśniami, ale także z pieśnią weselną[6].

## Upamiętnienie

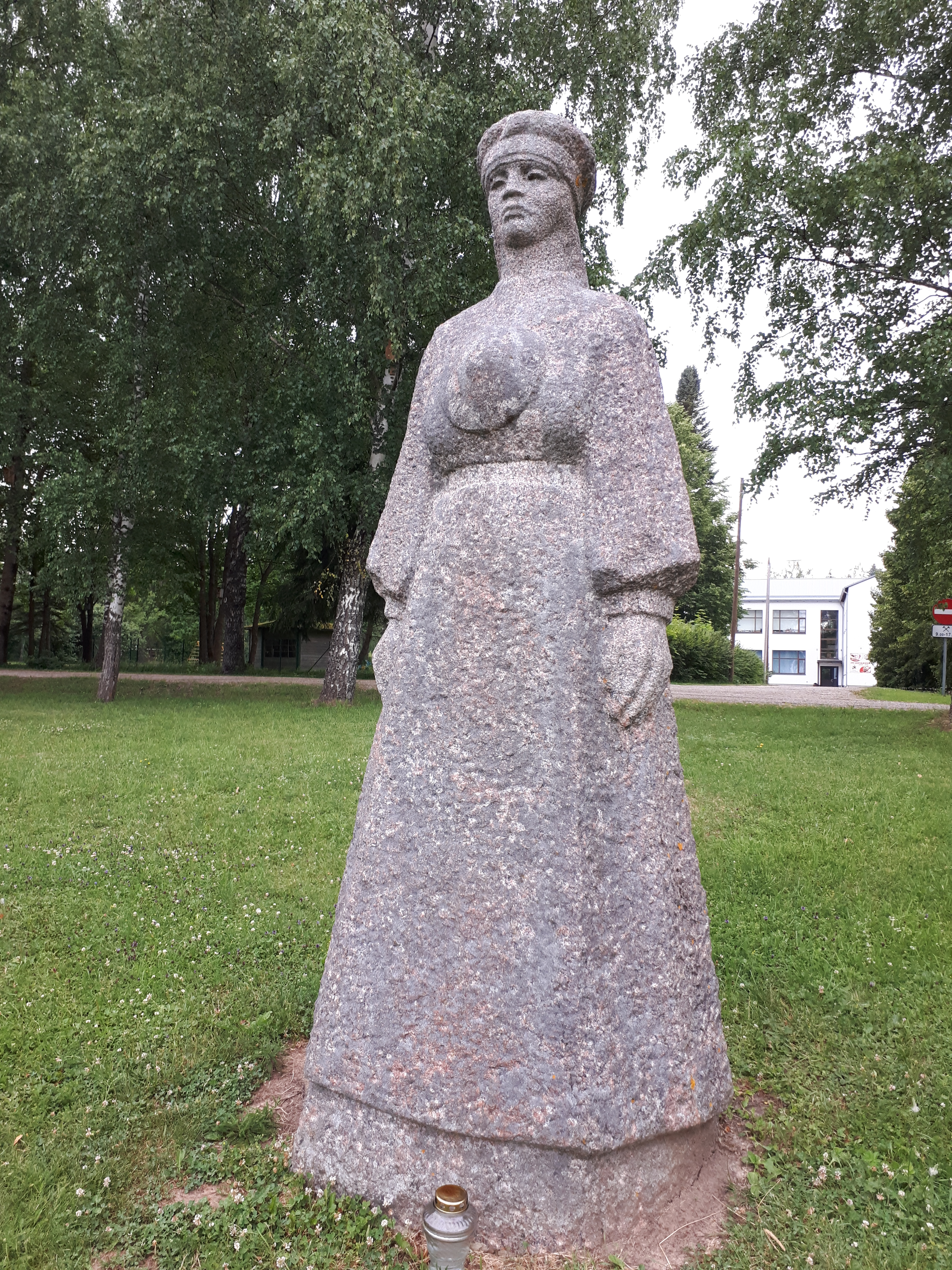
Pomnik Śpiewającej Matki w Obinitsa (poświęcony m.in. Hilanie Taarce)

W 2008 roku Ain Mäeots nakręcił film dokumentalny o poetce pt. „Taarka”, pokazujący trudne dzieciństwo i młodość artystki przeżyte w biedzie z ojcem, który był hazardzistą i alkoholikiem. W 1986 roku odsłonięto w Obinitsa pomnik "Śpiewająca Matka", poświęcony m.in. Hilanie Taarce.